# Stormen
För andra betydelser, se Stormen (olika betydelser).

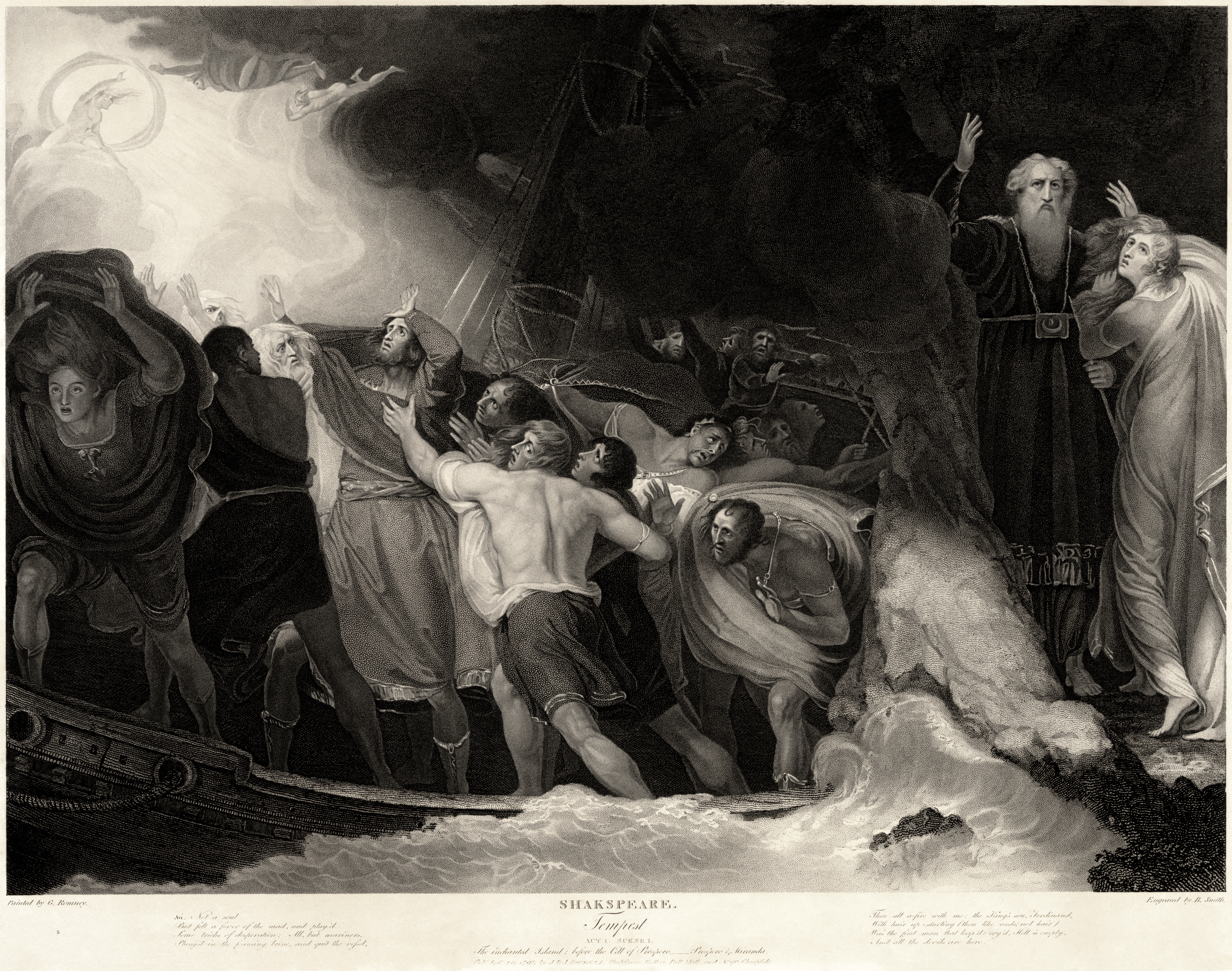
The Tempest, etsning av Benjamin Smith efter George Romneys målning.

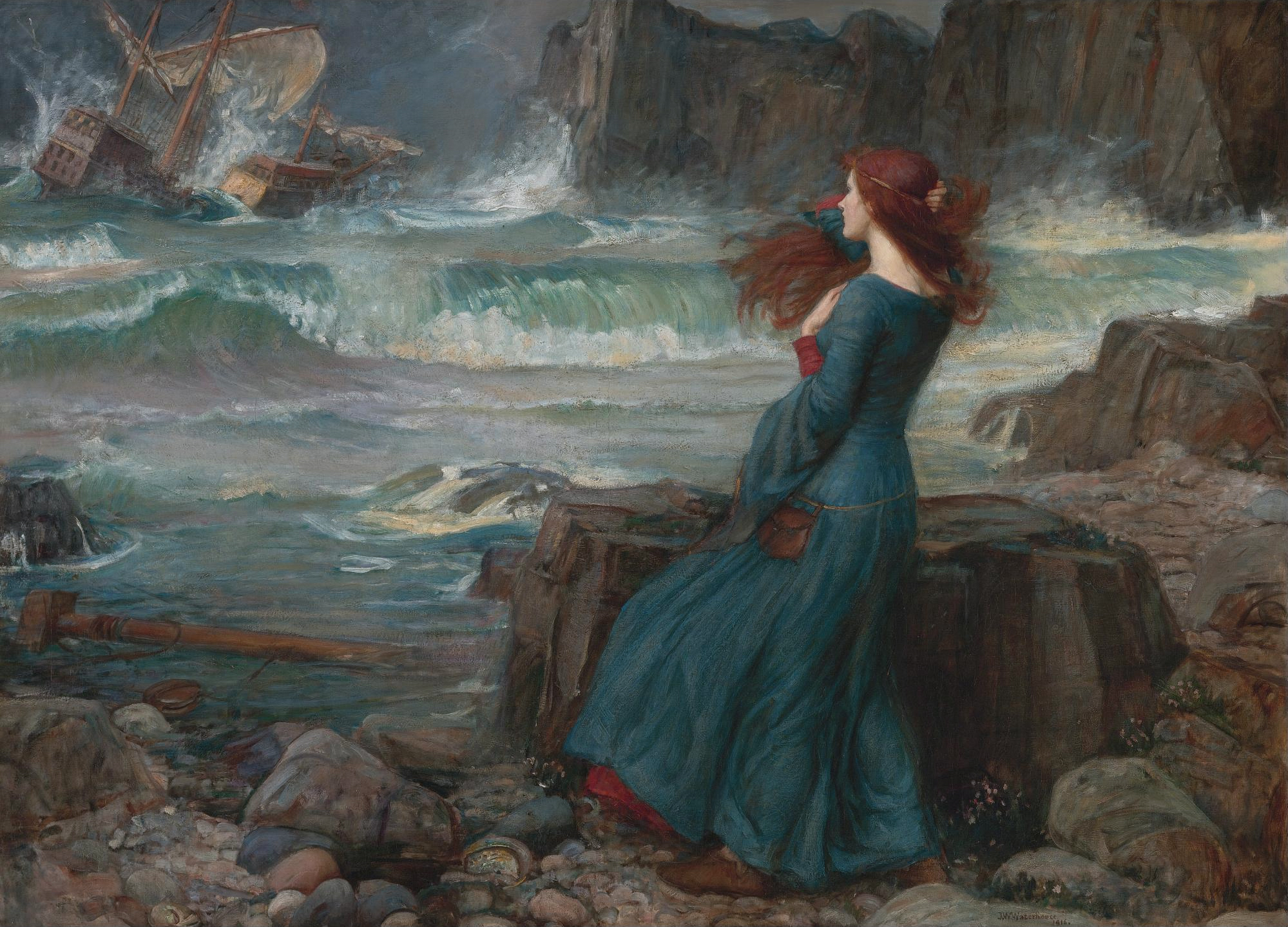
Miranda av John William Waterhouse 1875.

Stormen (originaltitel The Tempest) är en komedi av William Shakespeare och en av hans sista pjäser. Stormen brukar tillsammans med Cymbeline, En vintersaga och Pericles räknas till sagospelen (romances). Cymbeline och Pericles är de försonande sluten till trots klassade som tragedier, medan En vintersaga och Stormen hör till komedierna. Alla fyra är till sin karaktär tragikomiska.
Rollfigurerna Caliban, Ariel, Ferdinand, Stephano, Trinculo, Miranda och Prospero har gett namn åt Uranus månar Caliban, Ariel, Ferdinand, Stephano, Trinculo, Miranda och Prospero. Ytterligare en av Uranus tjugosju månar är namngiven efter Stormen, nämligen Sycorax som omnämns som Calibans mor men som inte själv uppträder i pjäsen.

## Tillkomsthistoria

### Datering
Den tidigaste dokumenterade föreställningen ägde rum 1 november 1611 och pjäsen tros vara skriven något år innan dess. Pjäsen tros bygga på källor som var tillgängliga från 1610.

### Pjäsens källor
Intrigen i Stormen är helt och hållet Shakespeares verk, men det finns andra verk som behandlar liknande ämnen. I commedia dell'arte-pjäsen Li Tre Satiri är trollkarlens betjänter andar i form av vildmän. Några skeppsbrutna åtrår oskulden Phillis och Zanni flyr från en klippa där han hållits fången av en annan trollkarl eftersom han vägrat lyda, på samma vis som Ariel låtit bli att lyda häxan Sycorax. Också i en annan commedia dell'arte-pjäs, Arcadia Incantata, frammanar en vit magiker en storm och de skeppsbrutna hindras från att äta av andar. Shakespeares pjäs når dock ett helt annat djup och de element som gör den djupare är helt och hållet Shakespeares innovationer; däribland rollfigurerna Ariel och Caliban liksom Prosperos relation till sina fiender och hur han når fram till att förlåta dem. I spanjoren Antonio de Eslavas Noches de Invierno från 1609 leds en usurpators förskjutna son av en detroniserad trollkarl till dennes palats under havet för att bli brudgum åt trollkarlens dotter. En magiskt frammanad storm krossar usurpatorns favoritson som sitter på tronen. I tredje delen av Diego Ortuñez de Calahorras Espejo de Principes y Cavalleros som översattes till The Mirror of Knighthood 1578 finns andra likheter. Riddaren av Solen landsätts på en ö som styrs av en häxa, vars son avlats av djävulen.
29 juli 1609 led fartyget Sea Venture som var på väg till Virginia-kolonin skeppsbrott på Bermuda efter en storm, vilket tros ha inspirerat Shakespeare. Händelsen skildras i William Stracheys brev The True Reportary of the Wracke and Redemption of Sir Thomas Gates daterat 15 juli 1610. Strachey var en av passagerarna på skeppet men brevet publicerades dock inte förrän 1625, men tros ha spridits redan efter 1610. Själva förlisningen i första aktens första scen liksom Ariels beskrivning av Sankt Elmselden i första aktens andra scen är direkt hämtade härifrån. Bermuda hade rykte om sig att vara vindpinat och hemsökt av andeväsen och trolldom. Öarna hade skildrats i flera skrifter: Richard Edens History of the Travayle in the West and East Indies (1577), Sylvester Jourdans A Discovery of the Bermudas 1610 och Virginia Companys A True Declaration of the Colonie i Virginia också från 1610. I A True Declaration skildras svårigheterna att upprätthålla den auktoritet som annars tas för given när ett fartyg har strandat på en öde ö.
Namnet till Caliban liksom andra mindre lån kan Shakespeare ha fått från Michel de Montaignes essä Des cannibals i John Florios översättning 1603. Det mest direkta lånet från Montaigne är den hederlige rådsherren Gonzalos vision av ett utopiskt samhälle utan rika och fattiga, tjänare och herrar i andra aktens första scen. Det finns även ekon från Vergilius Aeneiden och talet när Prospero tar farväl av trolldomen är slående likt Medeas tal i Ovidius Metamorfoser. Prosperos exil har paralleller till Aeneas flykt och Gonzalos diskussion med Adrian och Sebastian om Dido är en direkt allusion til Aeneiden. Ferdinands glädje i att bära ved förevisar likheter med passager i Augustinus Bekännelser. Prosperos namn kan vara hämtat från William Thomas History of Italy (1549) där Prospero Adorno, avsatt hertig av Genua, omnämns men det ligger närmare till hands att Shakespeare fått namnet från Ben Jonsons pjäs Every Man in His Humour från år 1600, en pjäs Shakespeare själv medverkade i.

### Tryckningar och text
Stormen trycktes första gången i samlingsverket av Shakespeares pjäser, First Folio 1623, som sammanställdes av Shakespeares skådespelarkolleger John Heminges och Henry Condell och publicerades av Edward Blount och Isaac Jaggard. Texten tros vara nedskriven av den professionelle skrivaren Ralph Crane med en sufflörs exemplar som förlaga. De ovanligt utförliga scenanvisningarna tros vara Cranes verk med en läsande publik i åtanke.

## Handling

### Resumé
Prospero har blivit avsatt som hertig av Milano av sin bror Antonio med stöd av Alonso, kung av Neapel. Prospero sattes tillsammans med sin då treåriga dotter Miranda på en flotte som flöt iland på ön där handlingen utspelar sig. Prospero har magiska krafter och befriar luftanden Ariel från fångenskapen hos häxan Sycorax, som därefter förvisas från ön. Kvar där är hennes son Caliban, ett missfoster som är dum och elak. Caliban har lärt Prospero hur man överlever på ön och Prospero har i gengäld lärt honom religion och språk. Men Caliban har försökt att våldta Miranda, varför Prospero straffat honom med att göra honom till sin slav. Detta är situationen då handlingen tar sin början; då har tolv år förflutit sedan Prospero och Miranda kom till ön.
Prospero får reda på att Antonio och Alonso håller på att passera ön med ett skepp. Prospero skapar en storm som får fartyget att förlisa. Förutom av Antonio och Alonso består de skeppsbrutna av Alonsos bror, Sebastian, sonen Ferdinand och rådgivaren Gonzalo. Dessutom finns två suputer, Stephano och Trinculo. Prospero ser till att de skeppsbrutna skiljs åt i olika grupper. Alonso tror att hans son Ferdinand är död och vice versa. Härefter följer handlingen tre parallella intriger. Caliban slår sig i slang med Stephano och Trinculo och de företar sig att försöka mörda Prospero, vilket misslyckas. Antonio och Sebastian konspirerar om att mörda Alonso och Gonzalo vilket Prospero avstyr med Ariels hjälp. Ferdinand träffar Miranda och de förälskar sig i varandra.
Prospero styr så de skeppsbrutna närmar sig hans boning, där de till slut strålar samman. Därpå uppstår en stor försoning. Prospero återinsätts som hertig och förlåter Antonio och Alonso. Ferdinand och Miranda skall få gifta sig när sällskapet anländer till Milano. Ariel befrias slutligen och löses upp i luften. Alla avseglar tillsammans med Alonsos flotta och Prospero avsvär sig sina trolldomskunskaper. Hur det går för Caliban får man inte veta.

### Kända citat
- "O brave new world" (Miranda V:1, "Du sköna, nya värld" i Carl August Hagbergs översättning.)[20][21]
- "We are such stuff / As dreams are made on" (Prospero IV:1, "Av samma tyg, som drömmar göras av, / vi äro gjorda" i Carl August Hagbergs översättning.)[22][23]

## Analys

### Teman och motiv

#### Civilisation mot natur
Pjäsen behandlar skillnaden mellan naturtillstånd och civilisation och uppfostran, en diskussion som låg i tiden genom de geografiska upptäckterna och den begynnande koloniseringen av Amerika. Den vanföre slaven Caliban, öns urinvånare, representerar naturen medan civilisationen representeras av det nyanlända skeppsfolket liksom av öns härskare Prospero. Som vanligt är Shakespeares gestaltning inte förenklad, båda motpolerna är skildrade med komplexitet med både ljusa och tarvliga sidor. Tvetydigheten är ett av Shakespeares främsta kännetecken som dramatiker. Calibans förankring i naturen förleder honom att försöka våldta Miranda medan det för Prospero är disciplin som leder till lycka. Både Prospero, Ferdinand och Miranda har en självdisciplin som Caliban saknar. Deras lycka ställs mot Calibans misär. Man måste vidta sina mått och steg med intelligens och inte bara rumla runt. Naturen är otillräcklig och måste tuktas av civilisationen. Caliban är intelligent nog för att lära sig att tala, men samtidigt är han oförmögen till moraliskt omdöme. Hans enfaldiga inbillning att Stephano är en gud kontrasterar mot Prosperos visdom, hans påstådda ondska kontrasterar mot Mirandas oskuld, hans omoral mot Ferdinands höviskhet och inte minst kontrasterar hans primitiva motvilja mot Prospero mot Antonios medvetna oförsonlighet. Flera inslag i Calibans karaktär och bakgrund signalerar en kolonial aspekt. Hans mors gud Setebos var under Shakespeares livstid känd som en sydamerikansk gud och hans nyfunna begär efter Stephanos sprit påminner om hur Amerikas ursprungsbefolkning reagerade på den alkohol som européerna introducerade.
Upptäckten av Amerika och dess ursprungsbefolkning ledde till en debatt om ifall ursprungsbefolkningen var vildar som drevs av animaliska drifter eller om den representerade ett oskuldsfullt tillstånd. Den senare uppfattningen kommer till tals i Gonzalos tal medan Calibans natur på sätt och vis motsäger denna. Hans namn är ett anagram på kannibal.
Samtidigt framstår Shakespeare som en naturfilosof före Jean-Jacques Rousseau. Gonzalo får beskriva ett idealsamhälle utan kultur och hierarkier där alla lever i oskuld i ett naturenligt primitivt tillstånd. Som alltid skildrar Shakespeare naturen och historien som grymma och att människan förgäves försöker vara herre över sitt öde. Stormen handlar om förlorade illusioner, en bitter visdom och ett bräckligt men trosvisst hopp. Pjäsen behandlar gränserna för mänsklig kunskap, herraväldet över naturkrafterna och hotet mot den moraliska ordningen.
Prosperos dotter Miranda som vuxit upp på ön och aldrig sett någon annan man än sin far representerar naturens oskuld. Hon är helt omedveten om sin höga rang och när hon möter Ferdinand talar hon med erotisk underton, men utan uppenbart begär. Miranda tror att Ferdinand är en gudom och han i sin tur tror att hon är öns gudinna. Miranda presenteras som själva urbilden av oskuld vilket kontrasterar mot Calibans primitiva drifter.

#### Regenter och undersåtar
Calibans odisciplinerade lust avvisas av Miranda på motsvarande vis som Prosperos makt avvisas av Caliban som i grunden är maktlös. Hans slaveri är orsakat av att han vägrade att acceptera en civiliserad roll i Prosperos hushåll. Caliban har skäl att göra uppror och han framstår till skillnad från den dubbelbottnade Prospero som helt och hållet trovärdig. Jämförelsen dem emellan utfaller trots allt till Calibans fördel. När Prospero anklagar Caliban för att ljuga och beskriver honom som ondskefull framstår han som en macchiavellisk diktator. Caliban är enfaldig nog att slå följe med Stephano och Trinculo men framstår samtidigt som den mer sensible av dessa. Calibans avsky mot sitt slaveri väcker allas sympati och Prosperos demonisering av honom sätter Prospero i ett dåligt ljus. Shakespeare brukar inte vara skonsam mot upprorsmännen i pjäserna, men Caliban kommer ovanligt lindrigt undan. Skälet kan vara att även Prospero förbrutit sig. Inte bara mot Caliban, utan framförallt mot sitt folk medan han var hertig. I slutscenen måste han själv be publiken om förbarmande för sina handlingar.
Det finns ett politiskt tema i pjäsen som handlar om rättigheterna och skyldigheterna hos regent och undersåtar, liksom om möjligheten till motstånd. Redan från första scenen är föreställningen om staten närvarande. Den samtida publiken måste ha sett det skeppsbrutna skeppet som en allegori för staten. Så snart skeppet inträder i handlingen upprättas de sociala hierarkierna. Båtsmannen tillhåller matroserna att stanna under däck och inte blanda sig med högdjuren. Han säger: "Vad bryr sig de här bumlingarna om en kungatitel?" (I:1). Därpå uppdagas Prosperos bakgrund som hertig över Milano, för att fortsätta med att undersöka maktrelationerna mellan Prospero och samtliga övriga varelser på ön. Temat kondenseras i rådsmannen Gonzalos tal om den ideala staten i andra aktens första scen. Gonzalos tal står dock i skarp kontrast till hur Prospero själv behandlar sin fånge Caliban och precis som euroepeerna beskrev de koloniserade folken som demoniska vildar, så talar också Prospero om Caliban.
För sitt uppehälle var Shakespeare beroende av det vanliga folket. Men varje gång han använde ordet "populär" i sina pjäser så var det i negativ bemärkelse. Så också i Stormen. Prospero är en man som lämnat det världsliga bakom sig och höjt sig över att rankas av det vanliga folket.

#### Problematisering av språket
För Shakespeares samtida var språket detsamma som talet. För renässansens människor var språket inte bara en möjlighet att göra sig förstådd och att uttrycka sin mening utan en gåva som höjde människan över resten av skapelsen.
När Gonzalo beskriver sitt idealsamhälle får han till och med gå så långt att han drömmer om en tid där bokstäver inte är kända. I Stormen hjälper språket visserligen Caliban att lyfta sig från att bara vara ett monster till att nå samma nivå som människorna. Men misstron mot språket kommer framförallt till uttryck i beskrivningen av Caliban. Han var lycklig i sin animaliska, ordlösa tillvaro innan Prospero tog makten på ön och han får deklarera att hans enda bruk av språket är att kunna förbanna. Samtidigt läggs ett par av pjäsens mest lyriska repliker i Calibans mun och hans språkliga färdigheter är i själva verket imponerande.
Prospero sätter sina böcker högre än den makt han hade som hertig av Milano. Och det är genom språket han tvingar Caliban att leva efter sina villkor. Prospero försummade folket för att istället försjunka i sina böcker i jakt på visdom. För att få tillbaka sin ställning som hertig måste han avsvära sig sina böcker och sina trolldomskunskaper.
För att kunna återvända till samhället och makten måste Prospero avsvära sig sina trolldomskunskaper. Detta är konfliktfyllt för honom, då han värdesätter sina böcker mer än sitt hertigdöme. Prospero är bara en av många läsande Shakespearegestalter som presenteras med en bok i handen.
Shakespeare utforskar de moraliska problemen med Prosperos dubbla natur som retoriker och som den som civiliserar naturen. För Shakespeare är retoriken våldsam, förkonstlad och förvrängande. Samtidigt skulle den mänskliga erfarenheten framstå som brutal, ödslig och formlös den förutan. Å andra sidan är Shakespeares sympatier för den naturlige Caliban inte odelade.

#### Nåd och försoning
Ett annat tema i pjäsen är nåd och försoning, ett tema som är gemensamt med de andra sena sagospelen. Var och en av intrigtrådarna får sin upplösning i och med att ordningen återställs i försoningens tecken. Alonsos utvecklingslinje visar att försynen kan återskapa mänsklig lycka. Hans historia följer en religiös logik från lidande över botgöring till nåd.
Den godhjärtade Gonzalo kontrasteras av den ondsinte Antonio. Detta etableras redan under skeppsbrottet då gonzalos lågmälda acceptans står mot Antonios vrede. I finalen omfamnas försoningen hjärtligt av Gonzalo vilket står i bjärt kontrast till Antonios istadiga vägran att acceptera den.
Den enda figuren som inte förändras under pjäsen är den onde Antonio, en bild av att ondskan inte kan fördrivas slutgiltigt. I människans värld finns det alltid Antoniofigurer som aldrig kan acceptera det goda. Prospero förenas med sina forna fiender och han förlåter Antonio trots dennes omedgörlighet. Antonio klarar inte av att försonas och Prospero kan inte helt glömma de orättvisor han utsatts för. Slutets försoning illustrerar att återlösning trots allt är möjlig i en syndfull värld. Det är Prosperos trolldom som arrangerar mötet mellan Ferdinand och Miranda. Prospero misstror trots allt Ferdinand och prövar honom genom att sätta honom att bära ved. När Ferdinand består provet blir parets kärlek den främsta bilden av den försoning som Prospero väljer och iscensätter. Förhållandet mellan Ferdinand och Miranda illustrerar kärlekens helande verkan. Dottern till den som blivit orättvist behandlad förmäls med sonen till förövaren. Det finns en möjlighet att världen skall kunna födas på nytt.

#### Livets korthet
Dramat präglas även av sorgsenhet, framförallt Prosperos egen med tankar på livets korthet och alltings slut, men även hos de skeppsbrutna innan de får veta att alla är vid liv. I slutet accepterar Prospero att han inte är gudomlig utan mänsklig och försonas med sin dödlighet. Framförallt är det kung Alonso som större delen av pjäsen bär på sorgen över sonen som han tror är förlorad. Ariel står för den rena godhten men han är olycklig så länge han är Prosperos fånge, vilket bidrar till den sorgnsa stämningen i pjäsen. Medan Prospero bringar lycka åt alla andra, förblir han själv melankolisk. En ond handling som en gång begåtts, kan aldrig bli fullständigt kompenserad. Prosperos utveckling personifierar att godheten aldrig fullständigt kan besegra ondskan och därför har han skäl att fortsätta vara melankolisk.

#### Trolldom och mångbottnad verklighet
Försynen spelar stor roll i alla de sena sagospelen, men här kompliceras den av magins inverkan. Den obestämda men exotiska miljön är också besjälad av magin. Till skillnad från i de andra sena sagospelen är det inga gudomar som ingriper i handlingen men de uppträder i maskspelet till trolovningens ära. Såväl pjäsens figurer som dess publik lämnas i ovisshet om vad som är verklighet och vad som är illusion. Ferdinand och Miranda misstar varandra för gudomligheter och Caliban tror att de försupna Trinculo och Stephano är gudar. Omtöcknade leds de på avvägar leds de på villovägar av Ariel tills att de tappar greppet om verkligheten.
Det är inte säkert att gudarna som nedstiger i fjärde akten för att välsigna föreningen mellan Ferdinand och Miranda verkligen är gudar. Möjligheten att de skulle vara framkallade av Prosperos trolldomskrafter är öppen. Prospero beskriver de gudar han står i begrepp att åkalla som "some vanity of mine art", ordagrant "lite fåfänga i mina konster", som i Bengt Anderbergs översättning blivit "ett litet prov på mina trolldomskunskaper".
En nyckelreplik i pjäsen är "We are such stuff / As dreams are made on" (Prospero IV:1, "vi är gestalter i en dröm" i Bengt Anderbergs översättning) Gudomarna i maskspelet är övernaturliga men de spelas av skådespelare i skådespelet, skådespelare som själva är övernaturliga, framkallade av Ariel. Pjäsens övernaturligheter och magi är det kitt som håller ihop pjäsens mångfald av teman.

#### Allegori över människans möjligheter
När pjäsen slutar friges Ariel medan Caliban återvänder till sin ursprungliga begränsade tillvaro. Båda är missnöjda med att tvingas lyda och tjäna. Men i övrigt är de varandras motsatser. Ariel står för det goda, han är luftig och tilldragande. Caliban är klumpig och ful, jordbunden och med dragning till det onda. På så vis kan de ses som allegoriska figurer som representerar olika möjligheter i den mänskliga naturen. Om Ariel förkroppsligar vår potentiella andlighet så förkroppsligar Caliban vår dragning till materialism och kroppslig njutning. Under pjäsens gång har Ariel inte kontakt med någon annan än sin herre. Caliban är förbunden med flera andra figurer som den baslinje varifrån alla andra värderas. Hans sammansvärjning mot Prospero är en parallell till Antonios intriger och hans brutala reaktion på Mirandas skönhet är en kontrast mot Ferdinands gentlemannamässighet.
Stormen handlar om människans innersta natur när denna prövas av kriser och förändringar. Alla de centrala rollgestalterna genomgår genomgripande transformationer och utsätts för omvälvande erfarenheter som ruckar deras självbild; prinsen Ferdinand sätts att bäras ved och gör det med glädje. Även Prospero som iscensätter allt med sin trolldom genomgår flera förändringar. Från att ha varit en som studerar trolldom blir han till någon som söker hämnd men till sist sublimerar denna i en anda av försoning. Han överger sin gudalika status på ön och omfamnar sina mänskliga sidor. Bildligt talat skildrar pjäsen hur människan är formad som av lera men samtidigt har en gudomlig potential.

### Stildrag

#### Tidens, rummets och handlingens enhet
Pjäsen har en invecklad handling, men det är en av två pjäser där Shakespeare tillämpar tidens enhet (den andra är den tidiga komedin Förvillelser). Händelserna utspelar sig under samma tidsrymd som pjäsen tar att spela, cirka fyra timmar om den är oavkortad. Ovanligt för Shakespeare är inte bara tillämpandet av tidens enhet utan även bruket av en begränsad spelplats, en ö.

#### Genre
Stormen är en moralisk allegori men till skillnad från de medeltida moraliteterna så presenterar Shakespeares pjäs ingen uppsättning av förutbestämda kristna doktriner. Tematiken i Stormen är mångskiftande. Till skillnad från övriga tragikomedier finns ingen pastoral miljö, istället är platsen magisk. Stormen har en regelbunden, spegelvänd struktur. Samma teman upprepas i dur och i moll, det upprepas först lyriskt och groteskt och sedan patetiskt och ironiskt. Pjäsen är inte så mycket en rak berättelse utan snarare en serie djupt gåtfulla bilder, gång på gång arrangerade i symmetriska mönster: det parallella slaveriet för Caliban och Ariel; de båda yngre bröderna Antonio och Sebastian; Prosperos magiska kontroll över både havet och spektaklen samt Ariels uppträdande som nymf, som harpya och som Ceres. I det avseendet står pjäsen nära lyriken. Den är mer full av poesi än någon annan Shakespearepjäs. Den är som ett havspoem där hyllningen till vad som kan återuppbyggas och sorgen över vad som är ohjälpligt förlorat är oupplösligt och sammanflätat.

#### Intrig
Den faktiska intrigen är minimal: Kärleken mellan Miranda och Ferdinand stöter på mycket litet motstånd och mordplanerna mot Alonso och Prospero är aldrig i närheten av att realiseras på grund av Prosperos makt över händelserna i kraft av sina magiska färdigheter.

#### Scenteknik
Stora delar av pjäsen avslöjar påverkan från hovets maskspel. Det finns anslående tablåer i nästan varje akt: Förlisningen i I:1, den övernaturliga banketten i III:3, maskspelet för att fira trolovningen i IV:1 liksom Mirandas och Ferdinands plötsliga uppträdande i V:1. Det maskspel med antika gudar som Prospero arrangerar i fjärde akten var en flirt med den hovunderhållning som var på modet under kung Jakob I:s regeringstid. Det krävde scenografiska effekter som bara var möjliga på dåtidens inomhusscener. Samtidigt finns hyperrealistiska scenanvisningar, som att de skeppsbrutna är våta när de gör entré.
I flera av Shakespeares pjäser finns spår av att texten ändrats för framförande vid hovet. I Stormen är det skillnad mellan det maskspel som Prospero förbereder och det som framförs. För att fira föreningen mellan Miranda och Ferdinand befaller han Ariel att återvända med hela flocken av tjänsteandar för dans och lek, men Ariel återvänder inte alls utan istället gör gudinnan Iris entré. Vissa forskare tror därför att det maskspel som förefinns i pjäsen ersattes av ett annat, mera passande när pjäsen framfördes vid prinsessan Elisabets bröllopsfestligheter.
Till det karakteristiska med de sena pjäserna hör tablåer, oftast skapade enbart av skådespelarnas kroppar och inte av scenmaskineri. När Prospero i femte akten upptäcker Ferdinand och Miranda när de spelar schack så är det troligt att skådespelaren drog ifrån ett draperi mot ett litet utrymme bakerst på scenen. En annan tablå är när Prospero i samma akt tar farväl av sin trolldomsstav och sina trolldomsböcker, åtföljd av himmelsk musik.

#### Lyrik och musik
Till pjäsens mest lyriska partier hör ett par av Calibans repliker:
| ”                                                         | Var inte rädd: min ö är full av klanger och ljuva, kärleksfulla melodier. Ibland hörs liksom tusen strängar sjunga, och röster hörs, som vaggar mig till sömns om så jag hade sovit tjugo timmar: då drömmer jag att jag ser himlen öppen och rikedomar regnar ner på mig; och när jag vaknar, ropar jag på drömmen! | „ |
| – Caliban, akt III scen 2, Bengt Anderbergs översättning. | |   |

Pjäsen innehåller ett ovanligt stort antal sånger. Musiken är en framträdande komponent och en del av Prosperos magi. Vi någon tidpunkt är varenda rollfigur manipulerad av Ariels trumma och pipa. Själva ön är som förandligad av sfärisk musik. I de sena pjäserna har musik och sång ofta ett symboliskt värde. Ferdinands försök att artikulera det oförklarliga i den musik han hör är hänförande och märklig:
| ”                                                         | Vem sjunger? Var? I luften eller jorden? Nu är det tyst. Å det var nog musik för någon gud på ön. Jag satt och grät på stranden där min faders skepp gått under: då kom musiken svävande på vattnet och vågorna och stormen stillade dess ljuva melodi. Jag följde den, Den drog mig hit. Men nu är den försvunnen. | „ |
| – Ferdinand, akt I scen 2, Bengt Anderbergs översättning. | |   |

#### Versexempel
När Prospero tilltalar sin bror i femte akten skiftar Shakespeare pronomen på ett intrikat sätt som kan hjälpa skådespelaren att spela att Prospero fortfarande är arg på sin bror samtidigt som han säger sig förlåta honom:
| ”                          | For you, most wicked sir, whom to call brother Would even infect my mouth, I do forgive Thy rankest fault; | „ |
| – Prospero, act V scene 1. | |   |

Denna tolkningsmöjlighet finns inte kvar i Bengt Anderbergs svenska översättning, lika lite som i Carl August Hagbergs:
| ”                                                        | Du ondskans människa, min tunga vämjes att kalla dig för bror! Men jag förlåter allt ont du har begått - | „ |
| – Prospero, akt V scen 1, Bengt Anderbergs översättning. | |   |

Fraseringen i Shakespeares sena vers förefaller ofta vara härjad av plötsliga vindstötar. Rollfigurerna avbryter sig själva med parentetiska omformuleringar och sökande efter ord. Versen innehåller subtila mönster av repetition, uppfinningsrika omkastningar av ord, komprimerade eller expanderade stavelser och radikal behandling av jamb-versfoten. Den semantiska balansen kan vara störande ofokuserad:
| ”                           | A devil, a born devil, on whose nature Nurture can never stick; on whom my pains, Humanely taken, all, all lost, quite lost; | „ |
| – Prospero, act IV scene 1. | |   |

Allitterationen i "nature", "nurture" och "never" undgår ingen. Lika lite som den ovanliga betoningen av "a" på första raden följt av en och en halv rad med regelbunden vers, varpå "all" och "quite" är betonade istället för huvudordet "lost". Passagen illustrerar även Shakespeares fallenhet för att kombinera skilda betydelsesfärer; "devil"/"nature" och "nurture"/"lost", vilket åstadkommer en suggestiv effekt. Samtidigt som Prospero riktar repliken till Caliban så öppnar sig en rad bibetydelser som sträcker sig bortom det omedelbara fokuset. Av detta återstår i Bengt Anderbergs översättning upprepningen av tre betonade "allt" på den tredje raden och möjligen kontrasten mellan "djävul" och "ädelt":
| ”                                                         | En djävul. Djävul född. Ur detta skinn kan inget ädelt gro: jag har försökt med allt, med allt, och allt är meningslöst. | „ |
| – Prospero, akt IV scen 1, Bengt Anderbergs översättning. | |   |

### Kritik

#### Ofullständigt drama
Från restaurationen och framåt fanns en tendens att se det som att Shakespeare tagit sig friheter med fantasin som inte var möjliga eller tillåtna för mindre författare. Dramatikern John Dryden, som gjorde en adaption av pjäsen tillsammans med William Davenant 1667, ansåg att Ariel och Caliban pekade på Shakespeares förmåga att sträcka sig bortom naturen. De båda dramatikerna tyckte dock att pjäsen var ofullständig och behövde kompletteras.

#### Biografisk tolkning
Redan i Drydens och Davenants prolog etablerades synen på Prospero som Shakespeares alter ego. Sedan dess har åtskilliga forskare och kritiker velat göra en biografisk tolkning av pjäsen och menat att den är Shakespeares avsked till teatern och en filosofisk och konstnärlig självbiografi. I ett poem 1838 gav Thomas Campbell uttryck för att Prospero skulle stå för författarens egen mogna visdom. Andra som tolkat pjäsen biografiskt är Edmund Kerchever Chambers, John Dover Wilson (1881-1969), William Hazlitt och Robert Graves. Chambers menade att pjäsen var en följd av en vändpunkt i Shakespeares liv 1607 som skulle ha fått honom att ta avstånd från den svarta filosofin i Hamlet. Wilson gjorde kopplingar till den idylliska stämning som skulle kännetecknat livet i Stratford-upon-Avon. Graves menade att pjäsens rollfigurer representerade olika inslag i Shakespeares liv. Victor Hugo, som tyckte att pjäsen kompletterade Uppenbarelseboken i Nya Testamentet, ansåg att pjäsen var Shakespeares konstnärliga testamente. Hugo beskrev Prospero som naturens herre och ödets despot.

#### Allegori över kolonialismen
Med tiden började kritiker finna Caliban lika sympatisk som Prospero. I adaptioner under 1840-talet, som bröderna Robert Barnabas Broughs och William Broughs samt Charlotte Mary Sanford Barnes, började pjäsen ses som en allegori över slaveri och kolonialism. Shakespeareredaktören Frank Kermode (1919-2010) pekade i sitt förord till Ardenutgåvan av pjäsen 1954 på Stormens civilisationskritiska tendens. Han följdes av franske psykoanalytikern Octave Mannoni (1899-1989) och flera kulturmaterialistiskt och nyhistoriskt inriktade kritiker.

#### Maktkritisk tolkning
Mot detta invände den polske teaterteoretikern Jan Kott 1964 som menade att dramat på ett oroväckande vis handlar om hur makten återställs. Han menade att den maktkamp och det våld och de sammansvärjningar som tvingat bort Prospero som hertig över Milano upprepas i Ariels och Calibans öden. Prosperos öde är gemensamt med Ariels och Calibans förhistoria. Ariel har varit fängslad av häxan Sycorax och befrias av Prospero bara för att han skall kunna lyda honom. Caliban var öns rättmätige härskare men störtades av Prospero på samma sätt som Prospero störtats av Antonio. Även andra kritiker har ifrågasatt att pjäsen skulle vara relaterad till den begynnande kolonialismen, inte minst med tanke på att Shakespeare förlade handlingen till Medelhavet och inte till Västindien.

#### Psykoanalytisk tolkning
Andra moderna kritiker har under inflytande av psykoanalysen velat se pjäsens figurer, särskilt Ariel och Caliban, som apsekter av Prosperos undermedvetna och inre konflikter.

#### Religiösa och mystiska tolkningar
Vissa har velat knyta sin tolkning till kristen mysticism eller den judiska kabbalan. W.H. Auden har gjort en mindre esoterisk tolkning, men likväl i kristen riktning. Ytterligare andra har funnit nyplatonska drag. I den nyplatonska filosofin upphöjs sökarens själ genom förening med arkaisk visdom kring det gudomliga, något som Prospero anses illustrera.

#### Var ligger Shakespeares sympatier?
Under senare år har diskussionen rört sig om huruvida Shakespeare verkligen sympatiserade med Prospero och om hans trollkonster hör hemma inom svart eller vit magi.

## Översättningar till svenska
Stormen finns i tio svenska översättningar, varav fyra givits ut och sex bara spelats på teater. Först kom Carl August Hagbergs översättning 1851 som ingick i Shakspere's dramatiska arbeten. Bd 11. Därpå kom Per Hallströms översättning som första gången gavs ut i serien Världslitteraturen: de stora mästerverken 1926. Hjalmar Gullbergs och Ivar Harries översättning gjordes ursprungligen för Radioteatern 1951. Allan Bergstrands översättning spelades första gången av Helsingborgs stadsteater 1954. Sedan dröjde det till 1962 innan Åke Ohlmarks översättning gavs ut i samlingsvolymen Komedier. Magnus Bergquists översättning gjordes för hans egen uppsättning på Sommarteatern i Södertälje 1982. Jan Marks översättning gjordes åt Mellby scenkonst 2003. Bengt Anderbergs översättning gavs ut 2004, Unga Klara var först med att spela denna översättning 1990. 2010 spelades postumt Britt G. Hallqvists och Claes Schaars översättning av Dramaten. 2016 kom Jan Ristarps översättning i en samlingsvolym tillsammans med Cymbeline.

## Uppsättningar
Bruket av musik, liksom maskspelet i fjärde akten visar att pjäsen skrevs för inomhusscenen the Blackfriar's Theatre. Man tror att rollen som Prospero spelades av Richard Burbage. Det äldsta dokumenterade framförandet av pjäsen ägde rum 1 november 1611 då the King's Men spelade på Whitehall Palace i London. Nästa dokumenterade föreställning ägde rum 1613 under prinsessan Elisabets bröllopsfestligheter.
Stormen spelas någorlunda ofta men efter Shakespeares död spelades pjäsen länge bara i olika bearbetningar.

### Från restaurationen till början av 1800-talet
Från 1667 och fram till mitten av 1700-talet ersattes originalet av William Davenants och John Drydens adaption, The Tempest, or The Enchanted Island som ofta repriserades vid jultid. Bland tilläggen fanns ett maskspel med havsguden Neptunus och Ariel framställdes som den ideala godheten, en manlig fe. Både han och Caliban var försedda med varsin flickvän. Överhuvudtaget hade man lagt till fler kvinnliga roller, så hade Miranda försetts med en syster. Även häxan Sycorax uppträdde i pjäsen och brukade spelas av en komedienn. Denna version av Stormen är en del av ursprunget till den engelska musikaliska pantomimen. Pjäsen blev så populär att den parodierades elakt av Thomas Duffet - The Mock-Tempest or the Enchanted Castle 1674. Samma år gjorde Thomas Shadwell en operaversion av Davenants och Drydens text kallad The Enchanted Island och med musik av olika kompositörer. Också David Garrick experimenterade 1756 med att göra Stormen som opera, men efter att det företaget misslyckades gjorde han en starkt förkortad version av Shakespeares original. Detta hindrade inte att Davenants och Drydens version fortsatte att spelas under 1700-talet, bland annat i en dockspelsversion 1780, kallad The Shipwreck. En av de som spelade Davenants och Drydens adaption var John Philip Kemble 1789 som själv framställde Prospero. Under det närmaste decenniet återförde han dock mer och mer av Shakespeares original. 1790 komponerade Henry Purcell ny musik till Shadwells operaversion. Denna opera var populär under närmare ett århundrade. Frederick Reynolds musikbemängda version 1821 byggde återigen på Davenant och Dryden.

### 1800-talet
1838 återupptäcktes och återuppväcktes Shakespeares original med en uppsättning signerad William Macready i London. Macready spelade själv huvudrollen. Under återstoden av romantiken var Stormen en av de populäraste Shakespearepjäserna. Pjäsen sattes upp av Charles Kean 1857 och Samuel Phelps 1871 och båda regissörerna spelade själva huvudrollen.

### 1900-talet

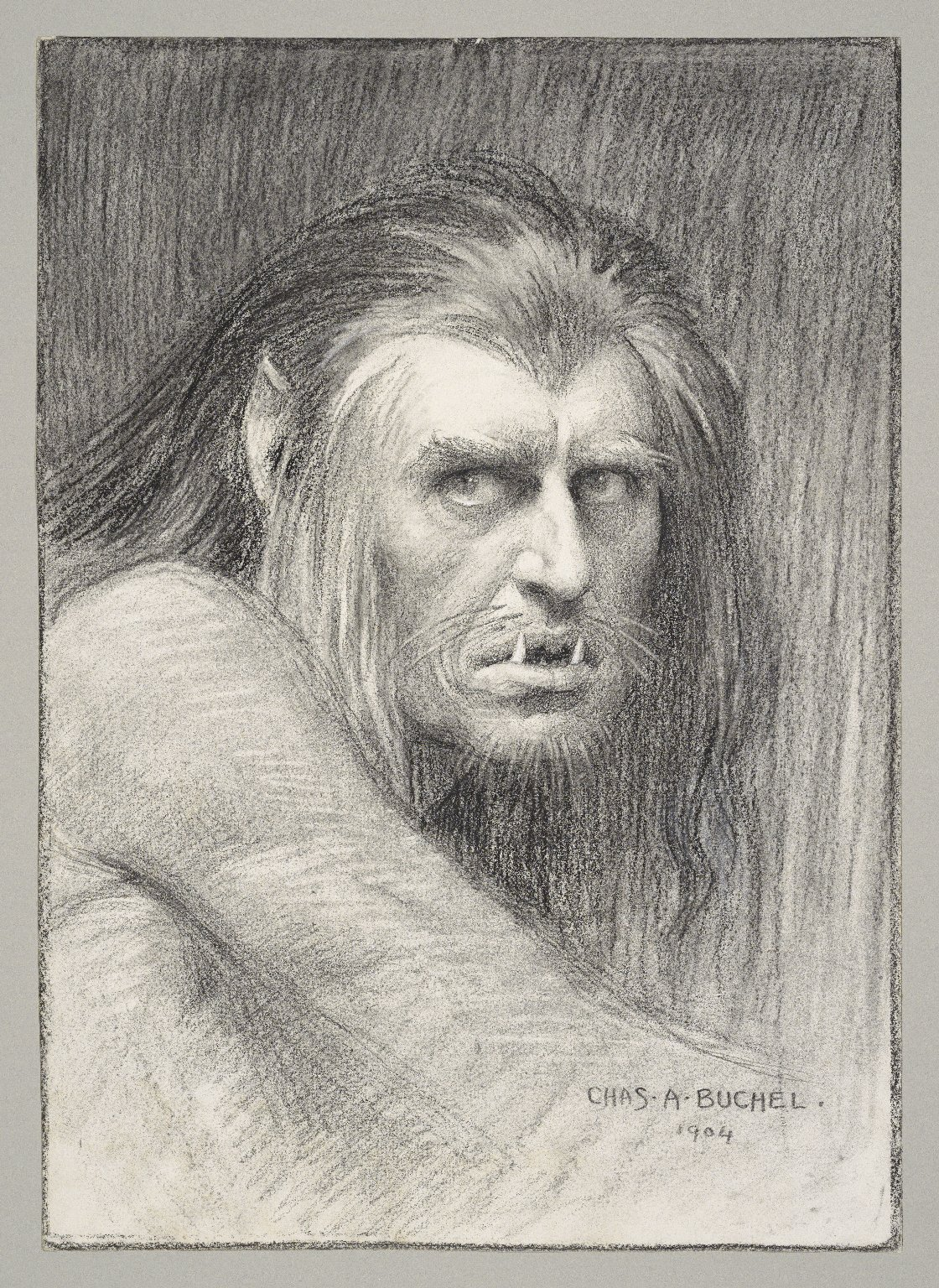
Herbert Beerbohm Tree som Caliban 1904.

När Herbert Beerbohm Tree satte upp Stormen 1904 på His Majesty's Theatre i London fokuserade han på Caliban som han själv spelade. Rollen Caliban tros ursprungligen ha skrivits för truppens komiske aktör och Herbert Beerbohm Tree var i första hand en komisk skådespelare som gjorde rollen grotesk men känslig, inte minst för musik. I slutscenen stod han ensam kvar och såg längtande på de avseglande skeppen.
När pjäsen spelades på Deutsches Theater i Berlin 1938, i regi av Brecht-medarbetarna Erich Engel och Caspar Neher, vågade man utföra en försiktig politisk protest på scenen. Prospero hade ritat en magisk cirkel utanför sin boning. Den som gick in där stelnade genast. Så också skurken Sebastian som stelnade med armen lyft liksom till en Hitlerhälsning.
1934 spelade Charles Laughton Prospero på Old Vic i London. Första gången John Gielgud medverkade i pjäsen 1926 spelade han Ferdinand. Sedan blev Prospero en av hans favoritroller. Han spelade rollen fyra gånger på teatern, bland annat i Peter Brooks uppsättning i Stratford-upon-Avon 1957. Sista gången han spelade rollen på scen var i Peter Halls uppsättning på Royal National Theatre 1973, och därefter dessutom i Peter Greenaways film Prospero's Books 1991. 1962 spelade James Earl Jones en hyllad Caliban i Joseph Papps uppsättning på New York Shakespeare Festival. 1968 gjorde Peter Brook en ny uppsättning på Round House Theatre i London, där större delen av dialogen var ersatt av mim. 1982 regisserades pjäsen av Ron Daniel på Royal Shakespeare Company, där Caliban och Ariel framställdes som två motsatser i Prosperos psyke.[källa behövs] 1983 var Derek Jacobi en ovanligt ung Prospero.
1988 spelades Prospero av Max von Sydow i en uppsättning på Old Vic i regi av Jonathan Miller. Samma år satte Peter Hall upp pjäsen på nytt i en uppmärksammad uppsättning på National Theatres studioscen Cottesloe. Fortfarande samma år liksom fyra år senare gästspelade Yukio Ninagawas No-teater-version i Storbritannien och rönte stor uppmärksamhet. 1990 regisserade Peter Brook pjäsen på nytt på Théâtre des Bouffes du Nord i Paris men fick kritik för att han fördunklade pjäsens koloniala tema genom att låta en svart skådespelare spela Prospero.

### 2000-talet
År 2000 spelades Prospero av Vanessa Redgrave på the Globe Theatre i London. I samma uppsättning, regisserad av Mark Rylance, gjorde skådespelaren Jasper Britton Caliban återigen till en komisk figur som hade direktkontakt med publiken. Brittons Caliban hade dock inte Herbert Beerbohm Trees känslighet utan snarare karaktären av en fotbollshuligan. År 2001 regisserade Michael Boyd en hyllad uppsättning med Royal Shakespeare Company. När Michel Lemieux, Victor Pilon och Denise Guilbault regisserade Stormen på Théâtre du Nouveau Monde i Montréal i Québec, Kanada 2005 framfördes andar och gudar som tredimensionella hologram. 2011 sattes Stormen upp av Declan Donnellan på Théâtre des Gémeaux i Sceaux i Île-de-France, Frankrike med en rysk ensemble. Föreställningen skildrade maktkamper i ett postsovjetiskt Ryssland.

### Uppsättningar i Sverige
1812 gästades Stockholm av en tysk skådespelerska som reciterade och framförde scener ur Tempest.
- 1900 med August Lindberg (enmansföreställning)[115]
- 1921 Dramaten, regi Olof Molander, med Gustaf Molander[116]
- 1928 Radioteatern, regi Per Lindberg, med Gabriel Alw[117]
- 1934 Göteborgs stadsteater, regi Torsten Hammarén (invigningsföreställning)[118]
- 1934 Radioteatern, regi Olof Molander, med Ivar Kåge, Anders de Wahl & Arnold Sjöstrand[119]
- 1943 Radioteatern, regi Alf Sjöberg, med Ivar Kåge, Anders de Wahl, Holger Löwenadler & Frank Sundström[120]
- 1951 Radioteatern, översättning Hjalmar Gullberg & Ivar Harrie, regi Henrik Dyfverman, med Anders de Wahl, Olof Widgren & Per Oscarsson[86]
- 1954 Helsingborgs stadsteater, översättning Allan Bergstrand, regi Johan Falck med Max von Sydow & Ulla Smidje[87]
- 1963 Malmö stadsteater, översättning Allan Bergstrand, regi Gösta Folke, med Georg Årlin, Gösta Prüzelius & Mimmo Wåhlander[121]
- 1968 Dramaten, översättning Hjalmar Gullberg & Ivar Harrie, regi Donya Feuer, med Anders Ek[122][123]
- 1971 Arena teaterbåten, regi Per Edström (adaption)[124]
- 1972 Göteborgs stadsteater, regi Ulf Fredriksson[125]
- 1973 Myrsky, gästspel av Tampereen Tyvöväen Teatteri på Riksteatern[126]
- 1974 Blekinge Husmansteater (barnteater)[127]
- 1974 Stormen, TV-teatern, regi Mats Lönnerblad[128]
- 1982 Stockholms läns- och skärgårdsteater (Arena teaterbåten), översättning & regi Per Edström[129]
- 1982 Dramaten, översättning Allan Bergstrand, regi Göran Järvefelt, med Ingvar Kjellson[130]
- 1982 Sommarteatern i Södertälje, översättning & regi Magnus Bergquist[89]
- 1984 Picknickteatern, Bandhagen, regi Johan Sundberg (dockteater)[131]
- 1985 Dockteaterverkstan, Osby (dockteater)[132]
- 1985 Östgötateatern, översättning Allan Bergstrand, regi Göran Sarring[133]
- 1989 Spegelteatern, Gripsholms slott, översättning Bengt Anderberg, regi Peter Böök[134]
- 1990 Unga Klara, översättning Bengt Anderberg, regi Etienne Glaser, med Gösta Bredefeldt, Pia Johansson, Malin Ek, Niklas Ek, Rikard Wolff & Lars Göran Persson[92]
- 1991 Teater Bastard, Göteborg, översättning Carl August Hagberg & Sven Collberg, regi Katarina Jonsson[135]
- 1992 Profilteatern, Umeå, översättning Bengt Anderberg, regi Leif Norinder[136]
- 1993 Teater Halland, översättning Bengt Anderberg, regi Gun Jönsson[137]
- 1994 Teaterensemblen på Romateatern, Gotland, regi Harald Vallgårda[138]
- 1994 Stormen "Nu" , Riksteatern, regi Tom Fjordefalk (tyst teater)[139]
- 1994 Bohusläns Teater, översättning Bengt Anderberg, regi Birgitta Bergström[140]
- 1996 Riksteatern, översättning Magnus Bergquist, regi Guðjón Pedersen[141]
- 1998 TV-teatern, översättning Allan Bergstrand, regi Göran Stangertz, med Staffan Göthe, Claes Ljungmark, Rikard Wolff & Per Oscarsson[142]
- 2000 Picknickteatern, Bandhagen, regi Tomas Alldahl (dockteater)[143]
- 2002 Teater Västernorrland, översättning Bengt Anderberg, regi Tomas Melander[144]
- 2002 Göteborgs stadsteater, översättning Bengt Anderberg, regi Jasenko Selimovic[145]
- 2002 Västmanlands länsteater, översättning Magnus Bergquist, regi Tomas Tjerneld[146]
- 2002 Teater Blanca, Uppsala, regi Magnus Dahlerus[147]
- 2002 Skånska teatern, regi Anette Norberg (adaption)[148]
- 2003 Dalateatern, översättning Bengt Anderberg, regi Patrik Pettersson[149]
- 2003 Mellby scenkonst, Hässleholm, översättning Jan Mark, adaption av Jonas Jarl, regi Sara Erlingsdotter[90][150]
- 2003 Norrbottensteatern, översättning Bengt Anderberg, regi Olle Törnqvist[151]
- 2004 Stockholms stadsteater, översättning Bengt Anderberg, regi Jan Maagaard, med Peter Haber[152]
- 2008 Malmö stadsteater, regi Guðjón Pedersen[153]
- 2010 Dramaten, översättning Britt G. Hallqvist & Claes Schaar, regi John Caird, med Örjan Ramberg[93]
- 2010 Lilla Stormen, Dramaten, adaption av Kristin Hallberg, regi Sally Palmquist Procopé[154]
- 2012 Shakespeare på Gräsgården, Vadstena, översättning Bengt Anderberg, regi Magnus Munkesjö[155]
- 2012 Sommarteater på Krapperup, Höganäs, översättning Jan Mark, regi Martha Vestin[156]
- 2013 Ung Cirkör, Norsborg, Botkyrka kommun, producent Hannah Wiker[157]
- 2015 Borås stadsteater, adaption & regi Josefine Andersson[158][159]
- 2016 Örebro länsteater, översättning Jan Mark, regi Michael Cocke[160]
- 2022 Stormen - Mirandas Saga, Teatersmedjan i Karlshamn, av Peter Elmers, Eli Frankel och Ola Rydberg, regi Peter Elmers

## Filmatiseringar (urval)
Pjäsen har filmatiserats oerhört många gånger.
- 1979 The Tempest (Stormen), regi Derek Jarman[161]
- 1982 Tempest (Stormen), regi Paul Mazursky, med John Cassavetes, Gena Rowlands & Susan Sarandon[162]
- 1989 Resan till Melonia, regi Per Åhlin[163]
- 1991 Prospero's Books, regi Peter Greenaway, med John Gielgud[164]
- 2010 The Tempest, regi Julie Taymor, med Helen Mirren[165]

## Verk som bygger på Stormen
Författarna Iris Murdoch, Aimé Césaire och W.H. Auden har inspirerats av Stormen, liksom konstnärerna Henry Fuseli och William Hogarth.
Margaret Atwoods roman Häxyngel (Hag-Seed) från 2016 är en återberättelse av pjäsen.
Den svensk-norska animerade filmen Resan till Melonia från 1989 skrevs fritt efter Stormen och med inspiration av bland annat Charles Dickens Oliver Twist och Jules Vernes bok Maskinön.